# Ачалой
Ачалой — покинутое село в Чеберлоевском районе Чеченской Республики.

## Население
| Год  | Численность |
| ---- | ----------- |
| 1874 | 90          |
| 1883 | 207         |
| 1889 | 287         |
| 1899 | 120         |

## География
Аул расположен на левом берегу реки Ачалойн-ахк, к юго-востоку от районного центра Шаро-Аргун.
Ближайшие населённые пункты: на севере — бывший аул Арапоаул, на северо-западе — бывшие аулы Багинаул и Чуреймохк, на северо-востоке — бывшие аулы Бекейаул, Мамонаул и Пэтэаул, на юго-западе — бывшие аулы Батыйаул, Чубах-Кенерой и село Нохчи-Келой, на юго-востоке — бывший аул Кулой и село Ари-Аул.

## История
Примерно в одном километре двигаясь по плоскогорью от села Ачало, располагается древняя полуразрушенная боевая башня Ачало.